# Blockmatrix

Blockzerlegung einer (14 × 14)-Matrix mit Zeilen- und Spaltenpartitionen jeweils der Größe 2, 4 und 8

In der Mathematik bezeichnet eine Blockmatrix eine Matrix, die so interpretiert wird, als sei sie in mehrere Teile, genannt Blöcke, zerlegt worden. Eine Blockmatrix kann auf intuitive Art und Weise als die Originalmatrix mit einer bestimmten Anzahl an horizontalen und vertikalen Trennstrichen dargestellt werden. Diese Trennstriche teilen die Originalmatrix in Untermatrizen auf.

## Definition
Sei {\displaystyle \mathbf {M} } eine Matrix der Größe {\displaystyle m\times n}. Die Zahl der Zeilen und der Spalten der Matrix werde nun mittels {\displaystyle m=m_{1}+m_{2}+\cdots +m_{q}} und {\displaystyle n=n_{1}+n_{2}+\cdots +n_{r}} ganzzahlig zerlegt, wobei {\displaystyle q} und {\displaystyle r} die Anzahl der Summanden bezeichnen. Dann lässt sich {\displaystyle \mathbf {M} } darstellen als
{\displaystyle \mathbf {M} ={\begin{bmatrix}\mathbf {M} _{11}&\mathbf {M} _{12}&\cdots &\mathbf {M} _{1r}\\\mathbf {M} _{21}&\mathbf {M} _{22}&\cdots &\mathbf {M} _{2r}\\\vdots &\vdots &\ddots &\vdots \\\mathbf {M} _{q1}&\mathbf {M} _{q2}&\cdots &\mathbf {M} _{qr}\end{bmatrix}}}
mit Untermatrizen {\displaystyle \mathbf {M} _{ij}} der Größe {\displaystyle m_{i}\times n_{j}}. Jede {\displaystyle (m\times n)}-Matrix kann auf unterschiedliche Arten als Blockmatrix interpretiert werden, je nachdem wie die {\displaystyle m} Zeilen und {\displaystyle n} Spalten zerlegt werden. Auf triviale Weise kann jede Matrix auch als Blockmatrix mit nur einem Block oder als Blockmatrix mit {\displaystyle mn} Blöcken der Größe {\displaystyle 1\times 1} aufgefasst werden.

## Beispiel
Die Matrix
{\displaystyle \mathbf {M} ={\begin{bmatrix}1&1&2&2\\1&1&2&2\\3&3&4&4\\3&3&4&4\end{bmatrix}}}
kann in vier {\displaystyle (2\times 2)}-Blöcke zerlegt werden
{\displaystyle \mathbf {M} _{11}={\begin{bmatrix}1&1\\1&1\end{bmatrix}},\mathbf {M} _{12}={\begin{bmatrix}2&2\\2&2\end{bmatrix}},\mathbf {M} _{21}={\begin{bmatrix}3&3\\3&3\end{bmatrix}},\mathbf {M} _{22}={\begin{bmatrix}4&4\\4&4\end{bmatrix}}.}
Die zerlegte Matrix ergibt sich dann zu
{\displaystyle \mathbf {M} ={\begin{bmatrix}\mathbf {M} _{11}&\mathbf {M} _{12}\\\mathbf {M} _{21}&\mathbf {M} _{22}\end{bmatrix}}.}

## Multiplikation von Blockmatrizen

Beispiel einer Multiplikation zweier Blockmatrizen

Das Produkt von Blockmatrizen kann rein mit Operationen der Untermatrizen dargestellt werden. Sei {\displaystyle \mathbf {A} } eine {\displaystyle (m\times n)}-Matrix mit {\displaystyle q}-facher Zeilen- und {\displaystyle r}-facher Spaltenzerlegung
{\displaystyle \mathbf {A} ={\begin{bmatrix}\mathbf {A} _{11}&\mathbf {A} _{12}&\cdots &\mathbf {A} _{1r}\\\mathbf {A} _{21}&\mathbf {A} _{22}&\cdots &\mathbf {A} _{2r}\\\vdots &\vdots &\ddots &\vdots \\\mathbf {A} _{q1}&\mathbf {A} _{q2}&\cdots &\mathbf {A} _{qr}\end{bmatrix}}}
und {\displaystyle \mathbf {B} } eine {\displaystyle (n\times p)}-Matrix mit {\displaystyle r}-facher Zeilen- und {\displaystyle s}-facher Spaltenzerlegung
{\displaystyle \mathbf {B} ={\begin{bmatrix}\mathbf {B} _{11}&\mathbf {B} _{12}&\cdots &\mathbf {B} _{1s}\\\mathbf {B} _{21}&\mathbf {B} _{22}&\cdots &\mathbf {B} _{2s}\\\vdots &\vdots &\ddots &\vdots \\\mathbf {B} _{r1}&\mathbf {B} _{r2}&\cdots &\mathbf {B} _{rs}\end{bmatrix}},}
dann gilt, dass das Produkt
{\displaystyle \mathbf {C} =\mathbf {A} \mathbf {B} }
blockweise berechnet werden kann, wobei {\displaystyle \mathbf {C} } eine {\displaystyle (m\times p)}-Matrix mit {\displaystyle q}-facher Zeilen- und {\displaystyle s}-facher Spaltenzerlegung ist. Die Untermatrizen der Blockmatrix {\displaystyle \mathbf {C} } sind gegeben durch
{\displaystyle \mathbf {C} _{ik}=\sum _{j=1}^{r}\mathbf {A} _{ij}\mathbf {B} _{jk}.}
Oder, mithilfe der Einsteinschen Summenkonvention, welche implizit über mehrfach vorhandene Indizes summiert, kompakter dargestellt
{\displaystyle \mathbf {C} _{ik}=\mathbf {A} _{ij}\mathbf {B} _{jk}.}

## Blockdiagonalmatrix
Eine Blockdiagonalmatrix ist eine quadratische Blockmatrix, deren Hauptdiagonale quadratische Blockmatrizen sind und deren restliche Blöcke Nullmatrizen sind. Eine Blockdiagonalmatrix {\displaystyle \mathbf {A} } hat die Form
{\displaystyle \mathbf {A} ={\begin{bmatrix}\mathbf {A} _{1}&0&\cdots &0\\0&\mathbf {A} _{2}&\cdots &0\\\vdots &\vdots &\ddots &\vdots \\0&0&\cdots &\mathbf {A} _{n}\end{bmatrix}},}
wobei die Untermatrizen {\displaystyle \mathbf {A} _{k}} quadratische Matrizen sind. Anders ausgedrückt ist {\displaystyle \mathbf {A} } die direkte Summe von {\displaystyle \mathbf {A} _{1},\dotsc ,\mathbf {A} _{n}}, das heißt
{\displaystyle \mathbf {A} =\mathbf {A} _{1}\oplus \mathbf {A} _{2}\oplus \dotsb \oplus \mathbf {A} _{n}}
oder mit dem Formalismus von Diagonalmatrizen
{\displaystyle \mathbf {A} =\operatorname {diag} (\mathbf {A} _{1},\mathbf {A} _{2},\dotsc ,\mathbf {A} _{n})}.
Für die Determinante und die Spur einer Blockdiagonalmatrix gilt
{\displaystyle \det \mathbf {A} =\det \mathbf {A} _{1}\cdot \det \mathbf {A} _{2}\dotsm \det \mathbf {A} _{n}}
und
{\displaystyle \operatorname {Spur} (\mathbf {A} )=\operatorname {Spur} (\mathbf {A} _{1})+\dotsb +\operatorname {Spur} (\mathbf {A} _{n})}.
Die Inverse einer Blockdiagonalmatrix {\displaystyle \mathbf {A} } ist wiederum eine Blockdiagonalmatrix, zusammengesetzt aus den Inversen der einzelnen Blöcke
{\displaystyle {\begin{bmatrix}\mathbf {A} _{1}&0&\cdots &0\\0&\mathbf {A} _{2}&\cdots &0\\\vdots &\vdots &\ddots &\vdots \\0&0&\cdots &\mathbf {A} _{n}\end{bmatrix}}^{-1}={\begin{bmatrix}\mathbf {A} _{1}^{-1}&0&\cdots &0\\0&\mathbf {A} _{2}^{-1}&\cdots &0\\\vdots &\vdots &\ddots &\vdots \\0&0&\cdots &\mathbf {A} _{n}^{-1}\end{bmatrix}}.}
Die Eigenwerte und Eigenvektoren einer Blockdiagonalmatrix entsprechen den (kombinierten) Eigenwerten und Eigenvektoren der Untermatrizen {\displaystyle \mathbf {A} _{1},\mathbf {A} _{2},\dotsc ,\mathbf {A} _{n}}.

### Beispiel
Wichtige Beispiele für Blockdiagonalmatrizen sind Matrizen in Jordanscher Normalform. Die Blöcke sind in diesem Fall sogenannte Jordanblöcke, das sind Bidiagonalmatrizen, auf deren Hauptdiagonalen der Eigenwert des Blocks steht, während alle Elemente auf der Nebendiagonalen 1 sind.

## Blocktridiagonalmatrix
Eine Blocktridiagonalmatrix ist eine andere spezielle Blockmatrix, welche genau wie die Blockdiagonalmatrix eine quadratische Matrix ist, allerdings zusätzlich mit quadratischen Blockmatrizen in den beiden ersten (oberen und unteren) Nebendiagonalen. Die restlichen Blöcke sind Nullmatrizen. Die Blocktridiagonalmatrix ist im Grunde genommen eine Tridiagonalmatrix, allerdings mit Blockmatrizen anstelle von Skalaren. Eine Blocktridiagonalmatrix {\displaystyle \mathbf {A} } hat die Form
{\displaystyle \mathbf {A} ={\begin{bmatrix}\mathbf {B} _{1}&\mathbf {C} _{1}&&&\cdots &&0\\\mathbf {A} _{2}&\mathbf {B} _{2}&\mathbf {C} _{2}&&&&\\&\ddots &\ddots &\ddots &&&\vdots \\&&\mathbf {A} _{k}&\mathbf {B} _{k}&\mathbf {C} _{k}&&\\\vdots &&&\ddots &\ddots &\ddots &\\&&&&\mathbf {A} _{n-1}&\mathbf {B} _{n-1}&\mathbf {C} _{n-1}\\0&&\cdots &&&\mathbf {A} _{n}&\mathbf {B} _{n}\end{bmatrix}}}
wobei {\displaystyle \mathbf {A} _{k}}, {\displaystyle \mathbf {B} _{k}} und {\displaystyle \mathbf {C} _{k}} jeweils quadratische Blockmatrizen auf der unteren Nebendiagonale, der Hauptdiagonale und der oberen Nebendiagonale sind.
Blocktridiagonalmatrizen tauchen oft in numerischen Lösungen verschiedener Probleme auf (zum Beispiel in der numerischen Strömungsmechanik). Es existieren optimierte numerische Verfahren zur LR-Zerlegung von Blocktridiagonalmatrizen und dementsprechend effiziente Verfahren zur Lösung von Gleichungssystemen mit Triadiagonalmatrizen als Koeffizientenmatrix.
Der Thomas-Algorithmus, welcher zur effizienten Lösung von Gleichungssystemen mit Tridiagonalmatrix verwendet wird, kann auch auf Blocktridiagonalmatrizen angewendet werden.

## Block-Toeplitz-Matrix
Eine Block-Toeplitz-Matrix ist eine andere spezielle Blockmatrix, welche, ähnlich wie die Toeplitz-Matrix wiederholt die gleichen Blöcke auf den Diagonalen enthält.
Eine Block-Toeplitz-Matrix {\displaystyle \mathbf {A} } hat die Form
{\displaystyle \mathbf {A} ={\begin{bmatrix}\mathbf {A} _{(1,1)}&\mathbf {A} _{(1,2)}&&&\cdots &\mathbf {A} _{(1,n-1)}&\mathbf {A} _{(1,n)}\\\mathbf {A} _{(2,1)}&\mathbf {A} _{(1,1)}&\mathbf {A} _{(1,2)}&&&&\mathbf {A} _{(1,n-1)}\\&\ddots &\ddots &\ddots &&&\vdots \\&&\mathbf {A} _{(2,1)}&\mathbf {A} _{(1,1)}&\mathbf {A} _{(1,2)}&&\\\vdots &&&\ddots &\ddots &\ddots &\\\mathbf {A} _{(n-1,1)}&&&&\mathbf {A} _{(2,1)}&\mathbf {A} _{(1,1)}&\mathbf {A} _{(1,2)}\\\mathbf {A} _{(n,1)}&\mathbf {A} _{(n-1,1)}&\cdots &&&\mathbf {A} _{(2,1)}&\mathbf {A} _{(1,1)}\end{bmatrix}}.}

## Blockdreiecksmatrix
Eine Blockdreiecksmatrix ist das Block-Analogon zur Dreiecksmatrix. Eine obere Blockdreiecksmatrix ist eine quadratische Blockmatrix, deren Hauptdiagonale von quadratischen Blockmatrizen und von Blöcken oberhalb der Hauptdiagonalen gebildet wird. Die Blöcke unterhalb der Hauptdiagonalen sind Nullmatrizen. Eine obere Blockdreiecksmatrix {\displaystyle \mathbf {A} } hat die Form
{\displaystyle \mathbf {A} ={\begin{bmatrix}\mathbf {A} _{11}&\mathbf {A} _{12}&\cdots &\mathbf {A} _{1n}\\0&\mathbf {A} _{22}&\cdots &\mathbf {A} _{2n}\\\vdots &\vdots &\ddots &\vdots \\0&0&\cdots &\mathbf {A} _{nn}\end{bmatrix}},}
Analog wird eine untere Blockdreiecksmatrix gebildet.
Blockdreiecksmatrizen spielen eine Rolle, um zu entscheiden, ob eine gegebene beliebige Matrix zerlegbar (reduzibel) oder unzerlegbar (irreduzibel) ist. Eine Matrix {\displaystyle \mathbf {B} } ist zerlegbar (reduzibel),  wenn eine Permutationsmatrix {\displaystyle P} existiert, so dass das Produkt {\displaystyle \mathbf {P} \mathbf {B} \mathbf {P} ^{T}} eine obere oder untere Blockdreiecksmatrix ist. Existiert eine solche Permutationsmatrix nicht, so ist die Matrix unzerlegbar (irreduzibel).